# Senoculus darwini
Espèce
Synonymes
- Neothereutes darwini Holmberg, 1883

Senoculus darwini est une espèce d'araignées aranéomorphes de la famille des Senoculidae.

## Distribution
Cette espèce est endémique d'Argentine.

## Étymologie
Cette espèce est nommée en l'honneur de Charles Darwin.

## Publication originale
- Holmberg, 1883 : Neothereutes darwini Holmb., representante de una nueva familia de Citigradas. Boletin de la Academia Nacional de Ciencias en Córdoba, vol. 5, p. 35-48.